# On My Way (Panetoz)
On My Way är en låt framförd av Panetoz i Melodifestivalen 2023. Låten som deltog i den andra deltävlingen, gick vidare till finalen.
Låten är skriven av Anders Wigelius, Daniel Nzinga, Jimmy Jansson, Nebeyu Baheru, Njol Badjie, Pa Modou Badjie och Robert Norberg.